# 岡英里奈
岡英 里奈（おか えりな、1995年 - ）は、日本の詩人、批評家、小説家、編集者。

## 来歴・人物
大阪府堺市に生まれる。慶應義塾大学文学部国文学専攻卒業後、2017年から「三田文学」編集室、同主任を経て、2023年から同副編集長、京都芸術大学通信制大学院文芸領域・非常勤講師。2024年からNHK文化センター町田の小説創作講座講師。
2015年11月、短編恋愛小説「第11回深大寺恋物語」で「第十三場 神代植物公園（夕方、雨）」が深大寺特別賞を受賞。
2016年第22回三田文学新人賞で「カラー・オブ・ザ・ワールド」が佳作。
2021年第20回「女による女のためのR-18文学賞」で「スターチス」が候補作。

## 小説
- きもちの悪い君たちへ（「三田文学」2017年夏季号）[5]

- 瞬間、屈折率100％（「三田文学」2017年冬季号）[5]

- とどまる人（「すばる」2021年10月号、集英社）[6]

- 小さな穴と水たまり（ffeen pub、2023年12月）[7]